# Poisy
Poisy és un municipi francès situat al departament de l'Alta Savoia i a la regió d'Alvèrnia-Roine-Alps. L'any 2007 tenia 6.310 habitants.

## Demografia

### Població
El 2007 la població de fet de Poisy era de 6.310 persones. Hi havia 2.404 famílies de les quals 560 eren unipersonals (284 homes vivint sols i 276 dones vivint soles), 780 parelles sense fills, 868 parelles amb fills i 196 famílies monoparentals amb fills.
La població ha evolucionat segons el següent gràfic:
Habitants censats

### Habitatges
El 2007 hi havia 2.567 habitatges, 2.464 eren l'habitatge principal de la família, 25 eren segones residències i 78 estaven desocupats. 1.330 eren cases i 1.218 eren apartaments. Dels 2.464 habitatges principals, 1.678 estaven ocupats pels seus propietaris, 724 estaven llogats i ocupats pels llogaters i 62 estaven cedits a títol gratuït; 83 tenien una cambra, 312 en tenien dues, 510 en tenien tres, 563 en tenien quatre i 996 en tenien cinc o més. 2.219 habitatges disposaven pel capbaix d'una plaça de pàrquing. A 1.021 habitatges hi havia un automòbil i a 1.323 n'hi havia dos o més.

### Piràmide de població
La piràmide de població per edats i sexe el 2009 era:
| Homes | Edats   | Dones |
| ----- | ------- | ----- |
| 0     | 95 o +  | 0     |
| 4     | 90 a 94 | 4     |
| 8     | 85 a 89 | 28    |
| 4     | 80 a 84 | 20    |
| 48    | 75 a 79 | 24    |
| 52    | 70 a 74 | 48    |
| 140   | 65 a 69 | 88    |
| 136   | 60 a 64 | 128   |
| 124   | 55 a 59 | 144   |
| 168   | 50 a 54 | 180   |
| 256   | 45 a 49 | 236   |
| 188   | 40 a 44 | 244   |
| 192   | 35 a 39 | 228   |
| 208   | 30 a 34 | 188   |
| 252   | 25 a 29 | 240   |
| 192   | 20 a 24 | 176   |
| 196   | 15 a 19 | 188   |
| 204   | 10 a 14 | 204   |
| 208   | 5 a 9   | 212   |
| 192   | 0 a 4   | 144   |

## Economia
El 2007 la població en edat de treballar era de 4.301 persones, 3.202 eren actives i 1.099 eren inactives. De les 3.202 persones actives 3.037 estaven ocupades (1.638 homes i 1.399 dones) i 165 estaven aturades (64 homes i 101 dones). De les 1.099 persones inactives 352 estaven jubilades, 488 estaven estudiant i 259 estaven classificades com a «altres inactius».

### Ingressos
El 2009 a Poisy hi havia 2.504 unitats fiscals que integraven 6.275,5 persones, la mediana anual d'ingressos fiscals per persona era de 23.239 €.

### Activitats econòmiques
Dels 335 establiments que hi havia el 2007, 4 eren d'empreses extractives, 2 d'empreses alimentàries, 3 d'empreses de fabricació de material elèctric, 2 d'empreses de fabricació d'elements pel transport, 19 d'empreses de fabricació d'altres productes industrials, 73 d'empreses de construcció, 54 d'empreses de comerç i reparació d'automòbils, 9 d'empreses de transport, 9 d'empreses d'hostatgeria i restauració, 12 d'empreses d'informació i comunicació, 15 d'empreses financeres, 19 d'empreses immobiliàries, 67 d'empreses de serveis, 32 d'entitats de l'administració pública i 15 d'empreses classificades com a «altres activitats de serveis».
Dels 89 establiments de servei als particulars que hi havia el 2009, 1 era una oficina de correu, 1 una oficina bancària, 8 tallers de reparació d'automòbils i de material agrícola, 1 autoescola, 13 paletes, 9 guixaires pintors, 15 fusteries, 12 lampisteries, 8 electricistes, 2 empreses de construcció, 5 perruqueries, 1 veterinari, 1 agència de treball temporal, 5 restaurants i 7 agències immobiliàries.
Dels 12 establiments comercials que hi havia el 2009, 1 era una gran superfície de material de bricolatge, 1 una botiga de més de 120 m², 3 fleques, 1 una fleca, 1 una peixateria, 2 botigues d'electrodomèstics, 2 botigues de mobles i 1 una joieria.
L'any 2000 a Poisy hi havia 18 explotacions agrícoles que ocupaven un total de 308 hectàrees.

## Equipaments sanitaris i escolars
Els 2 equipaments sanitaris que hi havia el 2009 eren farmàcies.
El 2009 hi havia 1 escola maternal i 2 escoles elementals.
```
Disposava d'un centre d'altres ensenyaments superiors.
```

## Poblacions més properes
El següent diagrama mostra les poblacions més properes.